# ابن أصول (مسلسل)
ابن أصول مسلسل تلفزيوني مصري درامي.

## القصة
تدور أحداث العمل في أجواء اجتماعية بها خط كوميدي حول أبناء ( تمام ) (أحمد حلاوة) لديه 4 أبناء غير أشقاء من أمهات مختلفة لأنه كان متزوجا 4 مرات. يجسد حمادة هلال إبنه الأكبر من زوجته سوزان نجم الدين وهو رجل أعمال وصاحب شركة ألماس ومجوهرات يتزوج أكثر من مرة كذلك حيث تؤدي أيتن عامر دور زوجته الأولى فيما تقدم رانيا منصور دور زوجته الثانية.الأبن الثاني فهو سيف (محمد نجاتي) ملاكم وخريج هندسة برمجيات، ويبحث عن وظيفة، ويطلب هجرة إلى خارج مصر، الأخ الثالث جمال (حمزة العيلي) الابن الغيور الشرير يحاول الإيقاع بن والده وأخواته ويعمل دائما على افتعال المشاكل، فيما يقدم الطفل محمد الفخراني دور الابن الرابع من لاشينا لاشين.

## طاقم العمل
- حمادة هلال
- سوزان نجم الدين
- أيتن عامر
- رانيا منصور
- إيناس كامل
- عماد رشاد
- أحمد حلاوة
- أحمد كرارة
- إسلام إبراهيم

## وصلات خارجية
- صفحة مسلسل ابن أصول على موقع السينما.كوم